# Útok na školu v Kazani (2021)
Útok na školu v Kazani se uskutečnil 11. května 2021, krátce před 9:30 místního času. K útoku došlo ve čtyřpodlažní škole č. 175 v Tatarstánu v Rusku. Atentát si vyžádal 7 obětí z řad školáků, zemřela jedna učitelka a jedna další žena. Pětadvacetiletou učitelku angličtiny zastřelil útočník, když ji náhodou potkal na chodbě školy. Děti se během útoku schovávaly pod lavicemi nebo skákaly z oken. V nemocnicích jich zůstalo po útoku 21 zraněných, z toho šest dětí je na JIP.

## Průběh útoku
K hromadné střelbě došlo na gymnáziu č. 175, škole v Kazani v Tatarstánu v Rusku, které mělo 714 studentů a 70 zaměstnanců. V 9:20 MSK (8:20 CET) byl střelec zastaven u hlavního vchodu bezpečnostním systémem vyžadujícím kartu. Střelec zahájil palbu, když se mu dva strážní pokusili zabránit ve vstupu. Oba byli zraněni, včetně technického důstojníka, kterému se podařilo v 9:25 stisknout výstražný signál. Výstražný signál umožnil učitelům v budově uvědomit si situaci a uzamknout své učebny. Několik studentů uniklo skokem z okna ve třetím patře. Škola byla evakuována během dvaceti minut.

## Pachatel

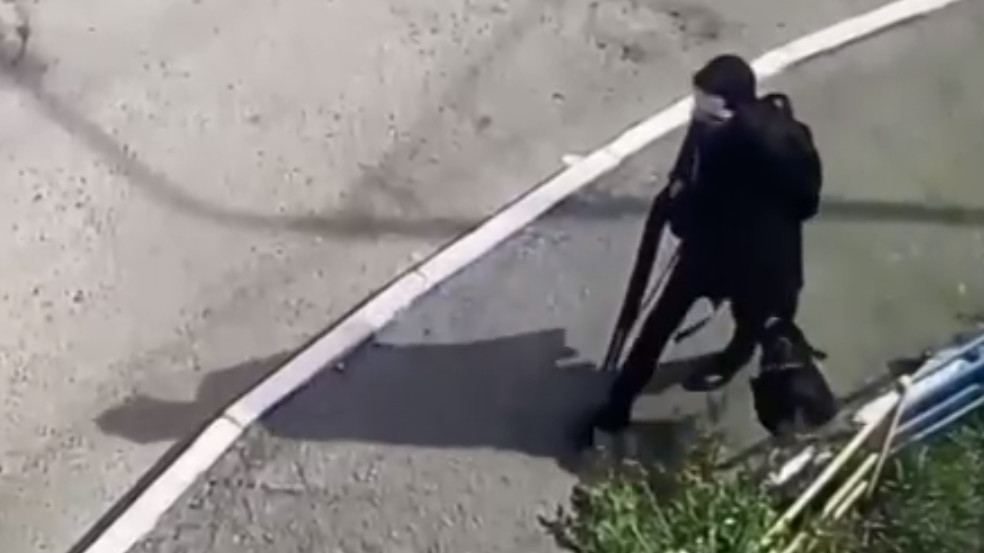
Útočník na záběru automatické kamery

Útočníkem byl absolvent školy Ilnaz Renatovič Galjavijev (Ильназ Ренатович Галявиев), který už dříve na komunikačním kanále Telegram vyhrožoval použitím násilí. Muž byl letos vyloučen ze střední odborné školy. V lednu se totiž přestal objevovat na hodinách a komunikovat se svým vedoucím. Promeškal i zkoušky a kvůli tomu byl ze školy vyhozen. Škola o něm napsala, že šlo o klidného, tichého a nekonfliktního studenta.
Galjavijeva zachytila na cestě do školy pouliční kamera, ze záběrů je patrné, že držel dlouhou palnou zbraň.
Motiv útoku dosud není jasný. Prezident Tatarstánu Rustam Minnichanov řekl, že útočník měl zbraň úředně registrovanou.
Pachatel při útoku volal, že je bůh, a po útoku měl v plánu spáchat sebevraždu.

## Oběti

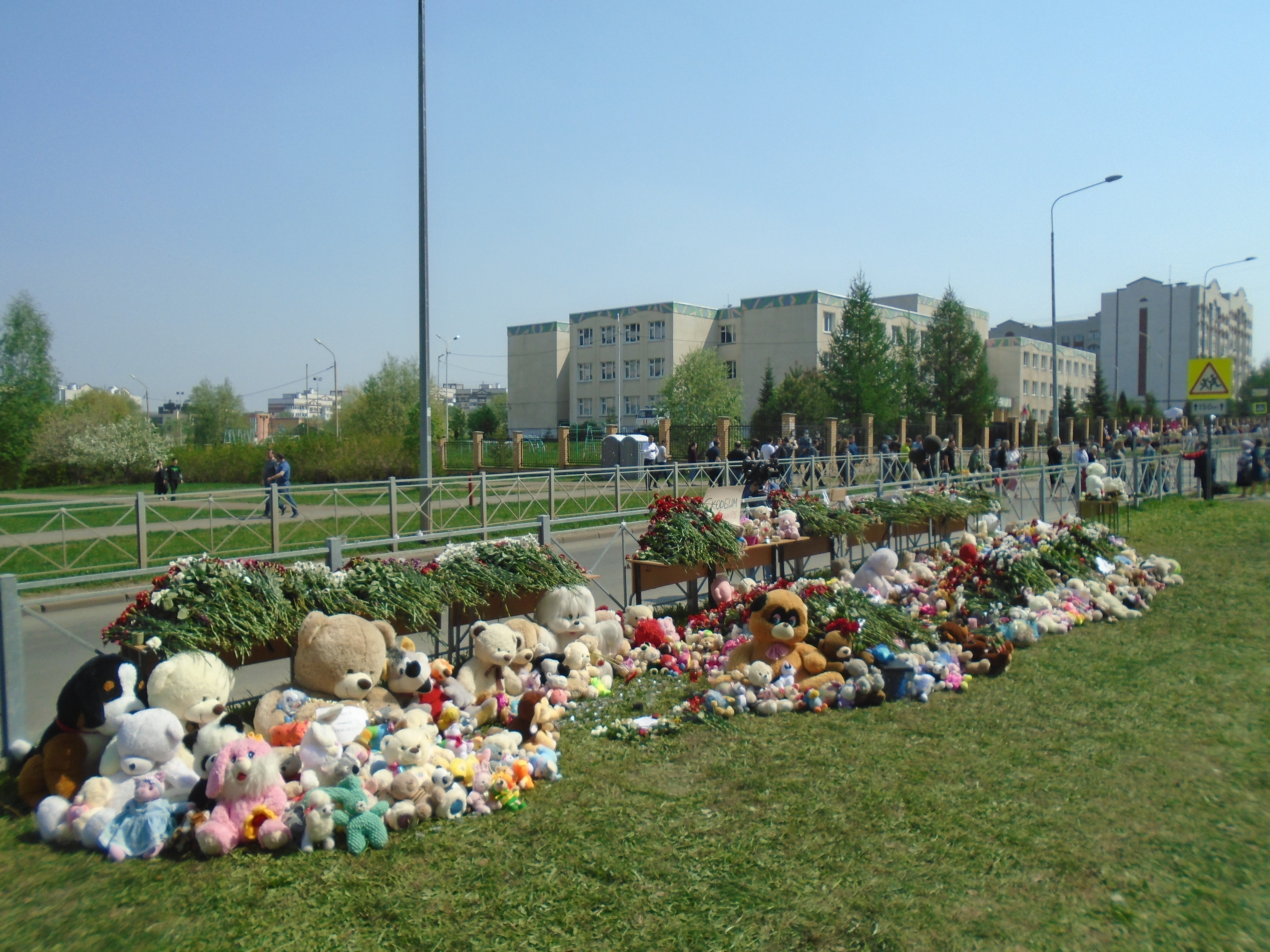
Pietní místo u školy

Během střelby bylo zabito sedm žáků osmého ročníku a dva dospělí. Bylo zraněno 18 studentů od 7 do 15 let a tři dospělí. Ze zemřelých dětí byly čtyři chlapci a tři dívky. Další dvě postřelené děti byly v kritickém stavu a nebylo jisté, zda přežijí. Po útoku bylo celkem zraněno 23 dětí, z toho osm včetně oněch dvou v kritickém stavu se střelným poraněním a 15 s poraněními související s útěkem.
Dřívější zprávy státní tiskové agentury tvrdily, že někteří ze zesnulých studentů byli zraněni při skoku z oken ve třetím patře, aby unikli střelci.
Zemřelá učitelka Elvira Ignatěvová učila angličtinu a bylo jí 25 let. Zemřela, když odstrčila děti na chodbě a následně se vrhla před ně, aby je ochránila před střelcem. Byla známá svým optimismem, který čišil i z jejích příspěvků na sociálních sítích, a její oblíbenost dokládá i nominace na učitelku roku 2018.
Druhou zemřelou dospělou osobou byl asistent učitele, který měl na starosti mladší děti.

## Reakce
Ve městě byl po útoku omezen vstup do škol a zrušeno odpolední vyučování. Na 12. května byl vyhlášen v Tatarstánu státní smutek. Vlajky na úředních budovách ten den byly staženy na půl žerdi.
Ruský prezident Vladimir Putin nařídil, aby byly zpřísněny předpisy na držení zbraní.
Rodinám obětí vyplatí vláda po milionu rublů, peníze dostanou i rodiny zraněných.